# Self Control (film)
Pour les articles homonymes, voir Self control.
Pour plus de détails, voir Fiche technique et Distribution.
Self Control ou Méchant Malade au Québec (Anger Management) est un film américain réalisé par Peter Segal et sorti en 2003.

## Synopsis
Dave Buznik, un homme d'affaires vit en supportant mal les situations conflictuelles, tout en gardant son calme[style à revoir]. Dans un avion, Dave a une altercation avec une hôtesse de l'air qui dégénère. La juge chargée du dossier oblige Dave à suivre un programme de psychothérapie de gestion de la colère et de l'agressivité. Il y rencontre le Dr. Buddy Rydell qui va devenir son pire cauchemar.

## Fiche technique
- Titre original : Anger Management
- Titre français : Self Control
- Titre québécois : Méchant Malade
- Réalisation : Peter Segal
- Sociétés de production : Revolution Studios, Happy Madison Productions
- Société de distribution : Columbia Pictures
- Scénario : David Dorfman
- Musique : Teddy Castellucci
- Directeur de la photographie : Donald M. McAlpine
- Budget : 75 000 000 $[1]
- Pays d'origine : États-Unis
- Langue : Anglais
- Format : couleurs - DTS
- Genre : comédie
- Durée : 106 minutes
- Dates de sortie :
  -  États-Unis : 11 avril 2003
  -  France : 4 juin 2003
  -  Belgique : 25 juin 2003
- Date de sortie DVD :
  -  France : 3 décembre 2003
- Date de sortie Blu-Ray :
  -  France : 20 août 2008

## Distribution
- Adam Sandler (VF : Serge Faliu ; VQ : Alain Zouvi) : Dave Buznik
- Jack Nicholson (VF : Jean-Pierre Moulin ; VQ : Guy Nadon) : Dr Buddy Rydell
- Marisa Tomei (VF : Sophie Arthuys ; VQ : Isabelle Leyrolles) : Linda
- Luis Guzmán (VF : Enrique Carballido ; VQ : Manuel Tadros) : Lou
- Jonathan Loughran (VQ : Stéphane Rivard) : Nate
- Kurt Fuller (VQ : Hubert Gagnon) : Frank Head
- Krista Allen : Stacy
- January Jones (VQ : Catherine Bonneau) : Gina
- John Turturro (VF : Laurent Natrella ; VQ : Sylvain Hétu) : Chuck
- Lynne Thigpen : le juge Brenda Daniels
- Heather Graham (VF : Anneliese Fromont) : Kendra
- Kevin Nealon (VQ : Jean-François Blanchard) : Sam
- Allen Covert (VF : Gérard Darier ; VQ : Daniel Picard) : Andrew
- Adrian Ricard : Rose Rydell
- Nancy Walls : Flight Attendant
- John C. Reilly (VF : Bruno Abraham-Kremer ; VQ : François L'Écuyer) : Arnie Shankman
- Woody Harrelson (VF : Pierre Laurent ; VQ : Bernard Fortin) : Galaxia / le gardien de sécurité
- Rudolph Giuliani : lui-même
- Harry Dean Stanton : l'aveugle (non crédité)

Sources et légendes : Version française (VF) sur Allodoublage Version québécoise (VQ) sur Doublage Québec

## Autour du film
- Rudolph Giuliani, maire de New York à l'époque du tournage et ami personnel d'Adam Sandler, fait une apparition jouant son propre rôle dans la séquence finale du film.

### Accueil
Le film a connu un certain succès commercial, rapportant environ 195 745 000 $ au box-office mondial, dont 135 645 000 $ en Amérique du Nord, pour un budget de 75 000 000 $. En France, il a réalisé 204 323 entrées.
Il a reçu un accueil critique mitigé, recueillant 43 % de critiques positives, avec une note moyenne de 5,1/10 et sur la base de 189 critiques collectées, sur le site agrégateur de critiques Rotten Tomatoes. Sur Metacritic, il obtient un score de 52/100 sur la base de 38 critiques collectées.

### Adaptation à la télévision
En 2012, le film est adapté à la télévision avec la série télévisée Anger Management avec Charlie Sheen dans le rôle du thérapeute.